# Walter Reiser
Walter Reiser (Frauenfeld, 29 de dezembro de 1923) é um ex-ciclista suíço. Competiu nos Jogos Olímpicos de Verão de 1948 em Londres, onde foi membro da equipe suíça que terminou em sexto lugar no contrarrelógio por equipes. Também competiu no contrarrelógio individual.